# 1990 YC
1990 YC är en asteroid i huvudbältet som upptäcktes den 17 december 1990 av de båda japanska astronomerna Seiji Ueda och Hiroshi Kaneda i Kushiro.
Asteroiden har en diameter på ungefär 4 kilometer.